# Bibinje
Gmina Bibinje (chorw. Općina Bibinje) – miejscowość i gmina w Chorwacji, w żupanii zadarskiej. W 2011 roku liczyła 3985 mieszkańców.